# نورگوش
نورگوش (روسی: Нургуш) یک رشته‌کوه در استان چلیابینسک کشور روسیه است.